# Adam Siciński (oficer)
Adam Julian Siciński (ur. 25 grudnia 1895 w Górach, zm. 3 sierpnia 1975 w Poznaniu) – żołnierz armii niemieckiej, armii wielkopolskiej, rotmistrz kawalerii Wojska Polskiego. Uczestnik I wojny światowej, wojny polsko–bolszewickiej i kampanii wrześniowej, kawaler Orderu Virtuti Militari.

## Życiorys
Urodził się w folwarku Góry, w ówczesnym powiecie wrzesińskim Prowincji Poznańskiej, w rodzinie Macieja i Teodory z d. Echaust. Brat Sabiny. Absolwent gimnazjum w Poznaniu, w 1914 zdał maturę. W 1915 wcielony do armii niemieckiej.
W pierwszych dniach stycznia 1919, w czasie powstania wielkopolskiego wstąpił jako ochotnik do tworzącego się oddziału konnego w Śremie. Około 10 stycznia 1919 wyruszył na odcinek frontowy pod Zbąszyniem wraz z oddziałem piechoty i konnym pod dowództwem mjr. Stefana Chostowskiego i z bronią w ręku walczył przeciwko Heimat i Grenzschutzowi. 2 lutego razem ze swoim oddziałem został wcielony do 1 Pułku Ułanów Wielkopolskich, późniejszego 15 Pułku Ułanów Poznańskich . W szeregach tego pułku walczył na wojnie z bolszewikami. Szczególnie odznaczył się w walce w sierpniu 1920 nad Bugiem „zadając nplowi ciężkie straty i umożliwiając grupie płk. Ładosia i 15 p.uł. Wkpl. rozproszyć dywizję bolszewicką”. Za to został odznaczony Orderem Virtuti Militari.

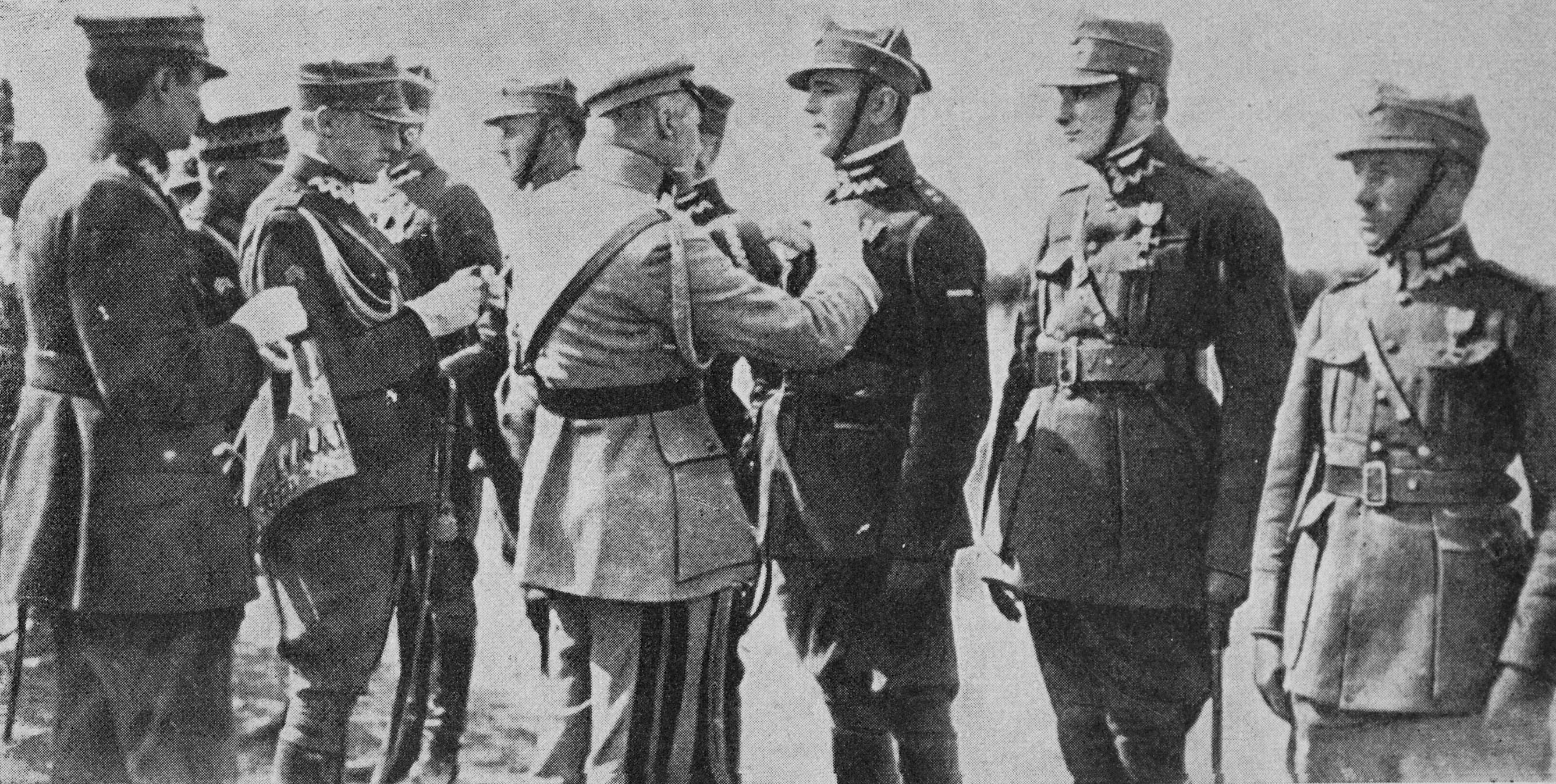
Naczelny Wódz Józef Piłsudski dekoruje Orderem Virtuti Militari oficerów 15 puł. Stoją od prawej: por. Adam Siciński, por. Stanisław Gauza, por. Janusz Czarnecki.

Po zakończeniu wojny awansowany do stopnia porucznika jako dowódca pułkowej szkoły podoficerskiej. W 1923 przeniesiony do rezerwy. Pracował później m.in. w branży rolniczej w Lesznie i w Poznaniu. 29 stycznia 1932 został mianowany rotmistrzem ze starszeństwem z 2 stycznia 1932 i 9. lokatą w korpusie oficerów rezerwowych kawalerii.
W czasie kampanii wrześniowej walczył na stanowisku komendanta Kwatery Głównej Wielkopolskiej Brygady Kawalerii. Po zakończeniu walk do 1945 jeniec oflagu Woldenberg. Po wojnie pracował w zakładach zbożowych.
Zmarł w 1975 w Poznaniu i tam też został pochowany na cmentarzu górczyńskim (kwatera VPf-15-21).

## Życie prywatne
Dwukrotnie żonaty: z Zofią Buttler i Władysławą Kirchner. Syn Wojciech.

## Ordery i odznaczenia
- Krzyż Srebrny Orderu Wojskowego Virtuti Militari nr 3900[1][5]
- Krzyż Kawalerski Orderu Odrodzenia Polski[1]
- Krzyż Walecznych (czterokrotnie)[1]
- Złoty Krzyż Zasługi (7 czerwca 1939)[1]
- Wielkopolski Krzyż Powstańczy (9 stycznia 1960)[2]
- Medal Pamiątkowy za Wojnę 1918–1921[6]
- Medal Dziesięciolecia Odzyskanej Niepodległości[6]